# الحقيقة والسراب (مسلسل)
الحقيقة والسراب مسلسل تلفزيوني مصري من إنتاج الشركة المصرية لمدينة الإنتاج الإعلامي، من بطولة فيفي عبده ويوسف شعبان. عدد حلقات المسلسل تبلغ 32 حلقة.

## القصة
"ثريا" إمرأة متسلطة عندها الكثير من الأموال والمصانع وتدلع ابنتها الصغيرة التي يبلغ عمرها 22 سنة. تدور أحداث المسلسل حول الأب (يوسف شعبان) الذي طلقها وابتعد عنها وترك أولاده عند أمهم (فيفي عبده) المرأة المتكبرة لجراء أموالها ولكن إبنها الكبير "رياض"، والذي يموت في حادث سيارة يتزوج من ابنة جيرانهم القدماء في حارتهم الشعبية القديمة، وأخوه الآخر يتزوج ابنة زوجة أبيه، وأختهم مي عز الدين تتزوج عرفي من شاب يوهمها بأنه يحبها وأنه ثري ويملك الكثير من المال ثم يتزوجها وعندما يعلم أنها حامل يضربها ويتخلى عنها. تعلم الام وتصاب بالشلل ولكن في النهاية أصبحت تحب زوجة ابنها الأكبر وتعاملها بلطف بعد أن عرفت أنها حسنة النية.

## شخصيات المسلسل
| الشخصية                 | الممثل              | معلومات |
| ----------------------- | ------------------- | --- |
| يوسف عز الدين نصري      | يوسف شعبان          | مفتش أول لغة عربية في المرحلة الثانوية، الزوج السابق لثريا أبو الفضل وأبو أولادها (رياض - حسام - منال)، حكيم ويجيد التصرف في المشاكل . تزوج من ماجدة زميلته في المدرسة وتبنى إبنتها سلوى. |
| ثريا أيو الفضل          | فيفي عبده           | صاحبة معرض موبيليا وورش والدها الحاج أبو الفضل وهي زوجة يوسف السابقة، إمرأة قوية وتظن أن المال هو كل شيء وتتزوج من علي هنداوي الذي يسرقها وتتعرض إلى شلل نصفي، وقد إنهارت نفسيا بعد وفاة إبنها الأكبر رياض.                                                                                               |
| رياض يوسف عز الدين      | طارق لطفي           | الابن الأكبر ليوسف وثريا ويعمل مع والدته في إدارة ورش والدته وذراعها الأيمن في العمل، يتزوج من "نبيلة" الفتاة من العائلة الفقيرة ويلقى معارضة شديدة من والدته "ثريا"، يموت في حادث مروري وهو ينقل بضاعة موبيليا إلى دمياط.                                                                                |
| حسام يوسف عز الدين      | أحمد زاهر           | الابن الأوسط ليوسف وثريا وطالب في كلية التجارة، كان شابا طائشا حتى توفي أخوه "رياض" بحادث مروري، وبعدها أصبح جاداً في الدراسة وتحمل مسؤوليات عائلته، تزوج في البداية بزوجة أخيه "رياض" حتى يرعى أبناء أخيه بناءا على أمر والدته، ثم تزوج من "سلوى" ابنة زوجة أبيه وسافر لإكمال دراساته العليا في بريطانيا. |
| منال يوسف عز الدين      | مي عز الدين         | الابنة الصغرى ليوسف وثريا، طالبة في كلية الاداب قسم اللغة الإنجليزية وهي شابة طائشة ومدللة من قبل والدتها، تقع في شباك "باسم" بعلاقة غير شرعية ويتولى والدها حل المشكلة بالتعاون مع "أحمد" أخو "نبيلة" المحامي.                                                                                           |
| فاطمة                   | خيرية أحمد          | خادمة أسرة ثريا وصديقة ثريا المفضلة ولها دور كبير في حل مشاكل الأسرة |
| نبيلة سليمان            | سمية الخشاب         | زوجة "رياض"، وهي فتاة فقيرة وطيبة، تكرهها "ثريا" الأم وتحاول أن تخرب حياتها، تزوجت من "حسام" أخو رياض بعد وفاته بتدبير من "ثريا" لضمان جلوسها تحت رعايتها، عند إصابة "ثريا" بالشلل تقوم برعايتها ومتابعة أعمالها وفي الآخر تحبها "ثريا"، رفضت الزواج من "ماهر" رجل الأعمال بسبب وفائها لذكرى "رياض".      |
| أحمد سليمان             | خالد محمود          | أخو "نبيلة" وتلميذ الأستاذ "يوسف" وهو محامى تحت التدريب، يتعاون مع الأستاذ "يوسف" في الإطاحة بباسم الذي خدع "منال" ابنة الأستاذ "يوسف" ويسجن "باسم"، ودائما من يأمر أخته بأن لا تسكت على تصرفات "ثريا" |
| رمزية                   | إنعام سالوسة        | أم أحمد ونبيلة، سيدة كبيرة في السن وخياطة دائما ما تهينها "ثريا" بمهنتها في الخياطة. |
| ماجدة الشاذلي           | نهال عنبر           | زوجة "يوسف" الثانية وهي مدرسة فلسفة في نفس مدرسة الأستاذ يوسف وأم سلوى، تعارض فكرة زواج "حسام" من إبنتها سلوى بالسر ومن ثم ترضى بالزواج بعدها. |
| سلوى الشاذلي            | ريهام عبد الغفور    | زوجة "حسام" وهي طالبة في كلية الاداب قسم اللغة العربية، وهي تحترم الأستاذ "يوسف" وتعتبره قدوتها في الحياة، تقع في حب "حسام" ويتزوجان ويسافران إلى بريطانيا من أجل الدراسة. |
| باسم إبراهيم أبو السعود | أحمد سعيد عبد الغني | الشاب الذي تزوج منال بعدما أوهمها أنه ابن رجل أعمال كبير، شاب فقير يعول أمه وأخته وزميل "عادل" الذي يطلب منه أن يوقع "منال" في الحب، سجنه المحامي "أحمد" بعدما ابتز "منال" بحيلة قانونية. |